# Leucanella oaxaca
Leucanella oaxaca är en fjärilsart som beskrevs av Johnson och Michener 1948. Leucanella oaxaca ingår i släktet Leucanella och familjen påfågelsspinnare. Inga underarter finns listade i Catalogue of Life.